# Novo shekel israelense
Novo shekel israelense (português brasileiro) ou novo shekel israelita (português europeu) (do hebraico שקל חדש  abrev. NIS; símbolo: ₪; também escrito como shekel; pl. sheqalim ou shekalim; plural em português: shekeles) é a moeda corrente oficial de Israel. Às vezes o nome é semiaportuguesado como shequel, ou aportuguesado como siclo ou xéquel.
Em hebraico, o NIS é chamado "שקל חדש" (Sheqel Chadash), e geralmente abreviado como ש"ח (pronuncia-se shakh). O símbolo para o NIS é ₪, uma combinação das primeiras letras em hebraico das palavras sheqel (ש) e chadash (ח).
Esta moeda corrente entrou em vigor no Estado de Israel a partir do dia 4 de setembro de 1985, como parte da reforma financeira para conter a inflação. Porém a troca completa da moeda antiga, o shekel israelense, para a nova moeda, o novo shekel israelense, se deu em 1 de janeiro de 1986.
O Novo Shekel substituiu o shekel israelense  num câmbio de 1000 para 1, ou seja, foram cortados 3 zeros. O Novo Shekel é fracionado por 100 agorot.
Desde 1º de janeiro de 2003, o novo shekel é uma moeda livremente conversível. Desde 7 de maio de 2006, a negociação de derivativos do novo shekel também está disponível na Chicago Mercantile Exchange. Isso torna o novo shekel uma das apenas vinte moedas mundiais para as quais há contratos futuros de moeda amplamente disponíveis no mercado de câmbio estrangeiro. É também uma moeda que pode ser trocada por consumidores em muitas partes do mundo. Em 26 de maio de 2008, o CLS Bank International anunciou que liquidaria as instruções de pagamento em novos shekels, tornando a moeda totalmente conversível.

## Moedas

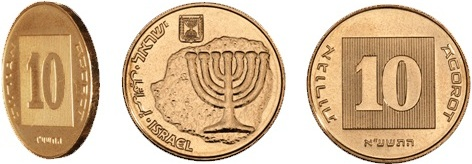
Moeda de 10 Agorot
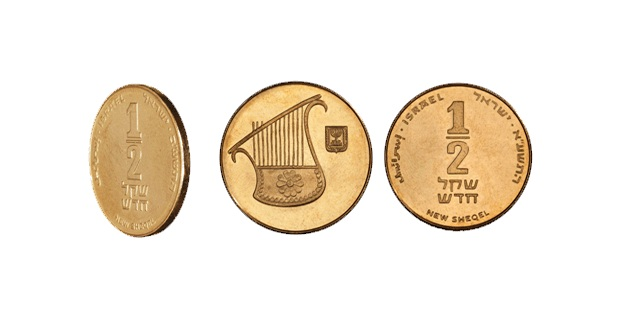
Moeda de Half Sheqel
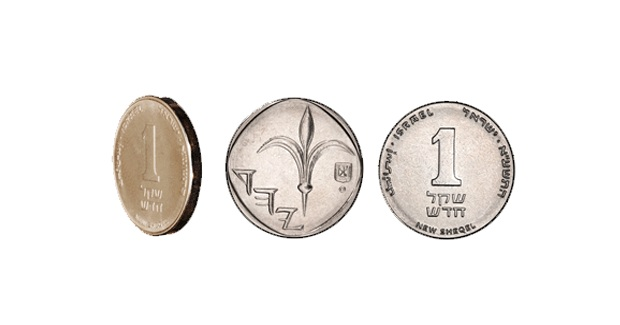
Moeda de 1 Sheqel

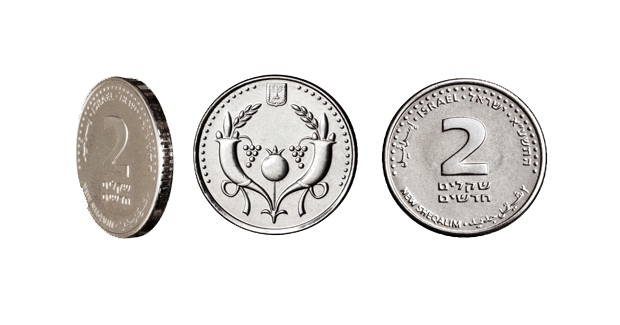
Moeda de 2 Sheqel
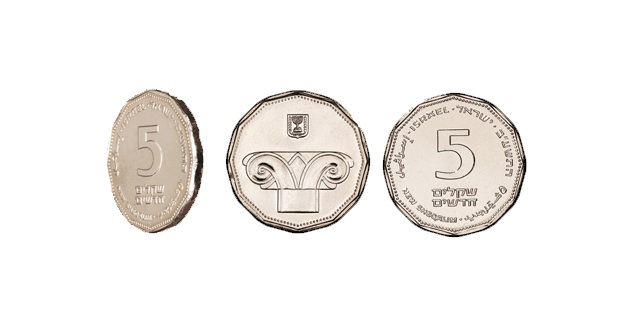
Moeda de 5 Sheqel
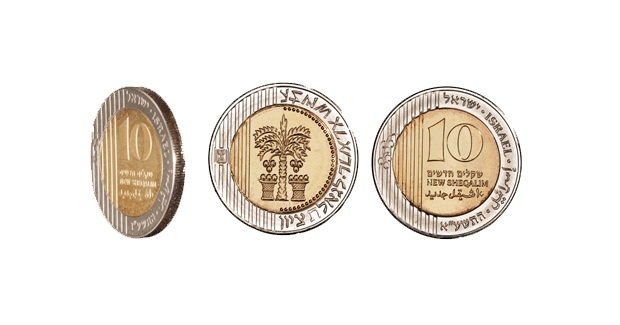
Moeda de 10 Sheqel